# Maytenus octogona
Maytenus octogona là một loài thực vật có hoa trong họ Dây gối. Loài này được (L'Hér.) DC. mô tả khoa học đầu tiên năm 1825.